# 卷向站
卷向站（日语：／ Makimuku eki */?）是位於奈良縣櫻井市大字辻，西日本旅客鐵道（JR西日本）櫻井線（萬葉Mahoroba線）的車站。

## 歷史
- 1955年（昭和30年）8月1日 - 日本國有鐵道櫻井線柳本站至三輪站之間開設此站[1]。成為線內唯一於昭和時代開設的車站。
- 1970年（昭和45年）10月1日 - 成為無人車站。
- 1980年（昭和55年）3月1日 - 成為有人車站。
- 1984年（昭和59年）10月20日 - 再次成為無人車站[2]。
- 1987年（昭和62年）4月1日 - 伴隨國鐵分割民營化，車站由西日本旅客鐵道（JR西日本）營運[1]。
- 2005年（平成17年）3月1日 - 此站開始可以使用IC卡「ICOCA」。設置IC卡專用簡易閘機。
- 2010年（平成22年）3月13日 - 制定路線愛稱為「萬葉Mahoroba線」。

## 車站構造
車站是一座地面車站，設有1面1線的單式月台。櫻井方向的列車會開啟左邊車門。櫻井方向和奈良方向的列車使用同一月台。
此站是由王寺鐵道部管理的無人車站。此站可使用ICOCA（與其互相使用的IC卡）。此站設有自動售票機和ICOCA等IC卡出入閘機。此站沒有普通車票專用的自動閘機。
站內設有男女分開的濕廁，曾經設有男女共用的旱廁。

## 使用狀況
根據「奈良縣統計年鑑」，以下為近年1日平均乘車人次列表：
| 年度   | 1日平均 乘車人次 |
| ------ | ---------------- |
| 2005年 | 434              |
| 2006年 | 439              |
| 2007年 | 420              |
| 2008年 | 414              |
| 2009年 | 433              |
| 2010年 | 412              |
| 2011年 | 391              |
| 2012年 | 481              |

到訪此站的乘客多為前往山邊之道步行的中老年人。

## 車站周邊

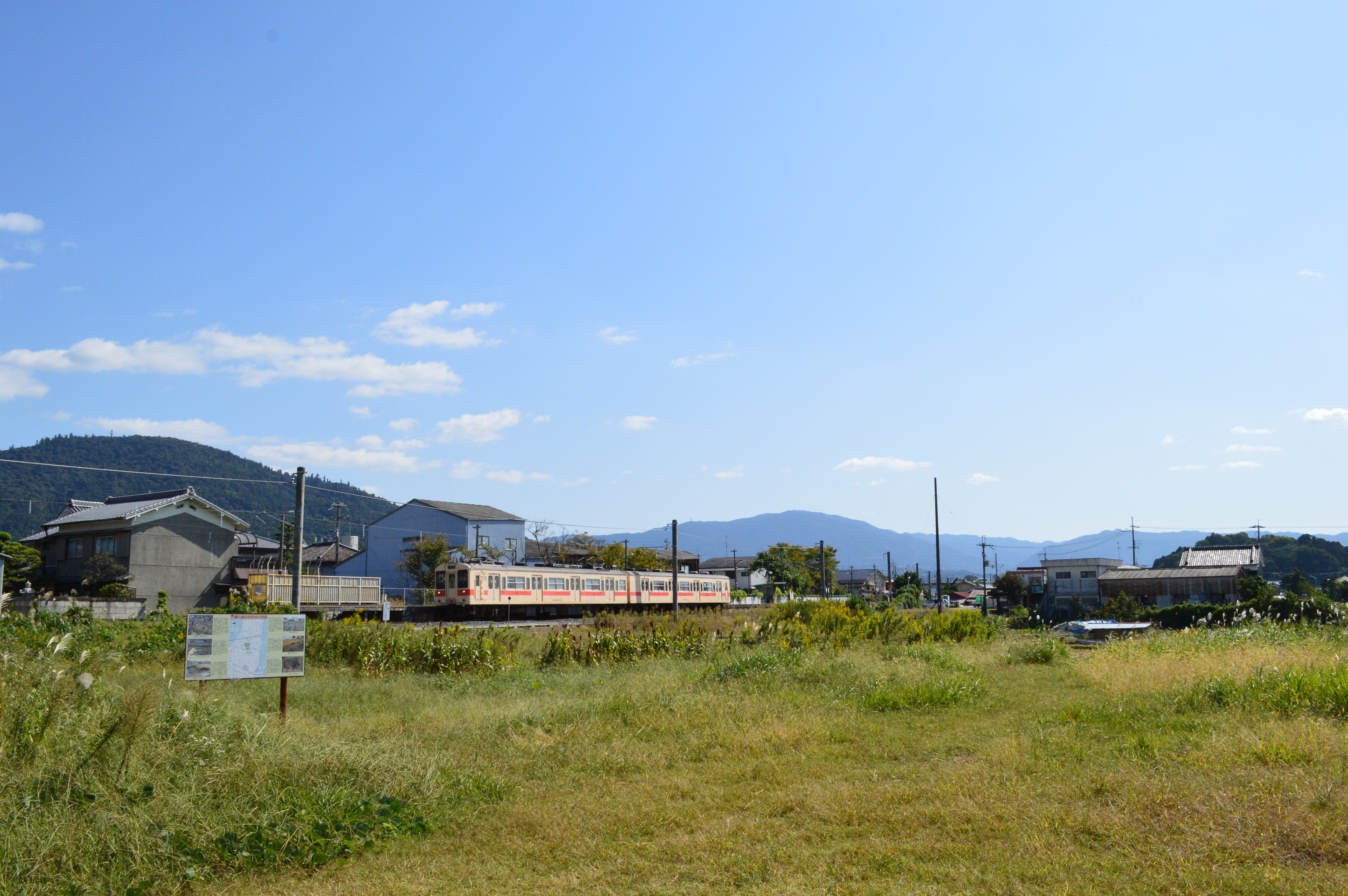
纏向遺跡（前方）和卷向站

- 纏向遺跡（日语：纏向遺跡）
- 山邊之道（日语：山辺の道）
- 澀谷向山古墳
- 日本郵便 纏向郵局

## 相鄰車站
西日本旅客鐵道
 萬葉Mahoroba線（櫻井線）
■快速（經高田站直通大和路線）、■普通
柳本－卷向－三輪

## 注腳
1. 1 2 3  曾根悟（監修）. 朝日新聞出版分冊百科編集部（編集） , 编. . 週刊朝日百科. 42号 阪和線・和歌山線・桜井線・湖西線・関西空港線. 朝日新聞出版. 2010-05-16: 22 （日语）.
2. ↑  . 鐵道公報 (日本國有鐵道總裁室文書課). 1984-10-19: 4 （日语）.

## 外部連結
- 卷向｜車站資訊：JR出門網 - 西日本旅客鐵道（日語）